# Decathlon (Unternehmen)

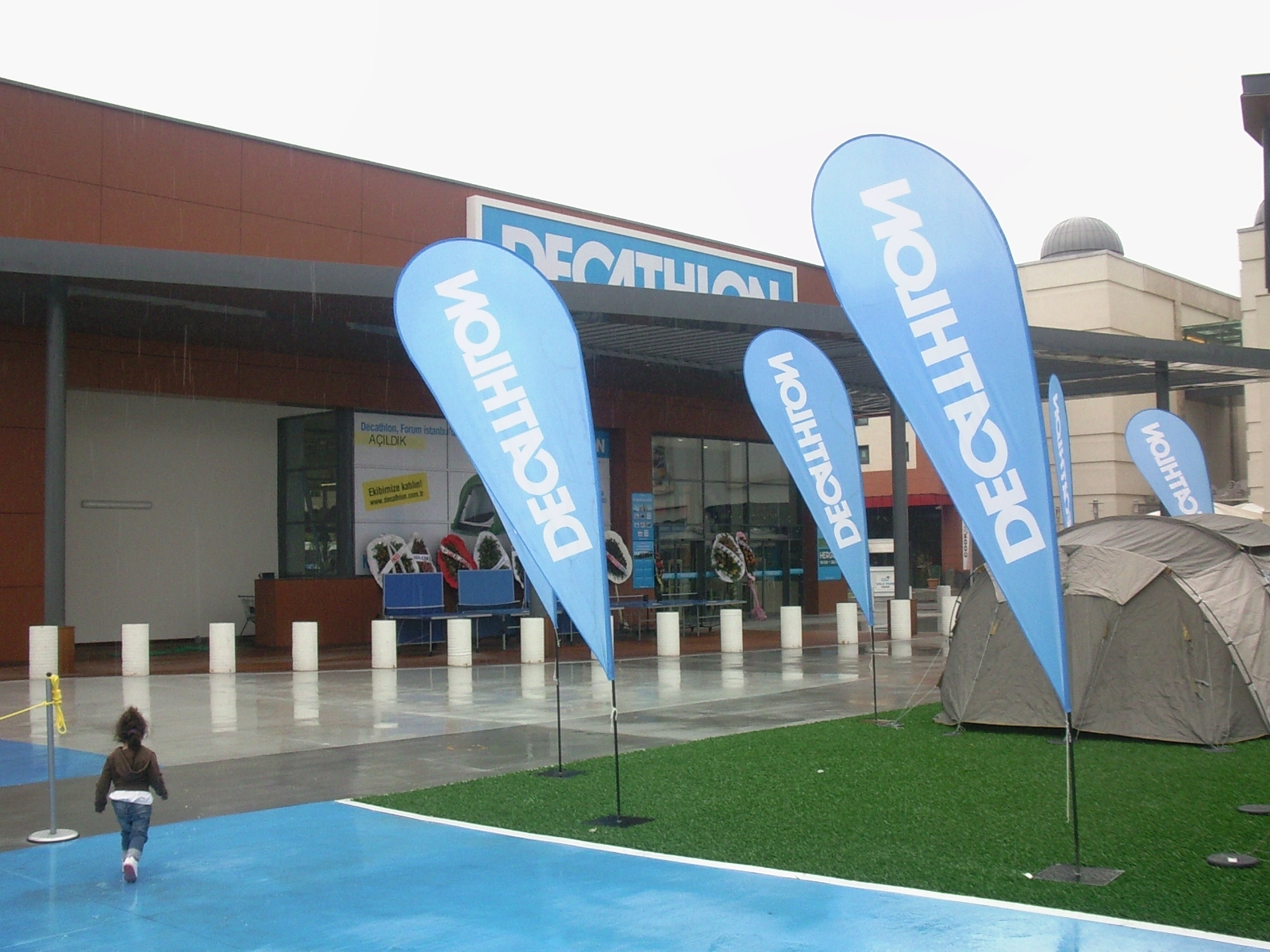
Decathlon-Filiale in Istanbul

Decathlon S.A. (französisch für Zehnkampf) mit Sitz in Villeneuve-d’Ascq (Nordfrankreich) ist ein internationaler Sportartikelhersteller und -händler. Das Unternehmen gilt nach Umsatz und Mitarbeitern als einer der größten Sportartikelhersteller und -händler der Welt. Ende 2022 hatte das Unternehmen 1.747 Filialen in rund 60 Ländern. Decathlon ist Teil der Association Familiale Mulliez, die Aktivitäten der französischen Unternehmerfamilie Mulliez vereint.

## Geschichte
Michel Leclercq, ein Mitglied der französischen Unternehmerfamilie Mulliez, eröffnete in Englos bei Lille 1976 auf dem Parkplatz eines Auchan-Supermarktes sein erstes Sportartikelgeschäft und gründete damit das Unternehmen Decathlon. Er bot Ausrüstung für zehn Sportarten an, daher der Name des Unternehmens („Zehnkampf“). 1986 begann Decathlon mit der Herstellung von Sportartikeln unter eigenem Namen. Das erste eigene Produkt war ein Fahrradrahmen. Im selben Jahr eröffnete in Dortmund das erste Geschäft außerhalb Frankreichs. 1988 wurde die erste Produktionsstätte in Asien eröffnet. 1996 führte das Unternehmen die ersten beiden Eigenmarken ein: Tribord für Wassersport und Quechua für Bergsportprodukte. 1999 eröffnete Decathlon die ersten Märkte in den Vereinigten Staaten und in England. Die erste Filiale in Asien eröffnete 2003 in Shanghai.
2005 wurde die Decathlon Foundation gegründet und unterstützt seitdem weltweit soziale Projekte. 2006 zog sich das Unternehmen wegen des schwierigen Marktumfeldes in den USA vorübergehend von dort zurück. 2008 übernahm der älteste Sohn des Unternehmensgründers, Olivier Leclercq, die Leitung. Decathlon trat zwischen 2008 und 2014 unter dem Namen Oxylane auf. Die Umbenennung kam auf dem französischen Markt nicht gut an, sodass eine Rückkehr zum ursprünglichen Namen stattfand.
2009 wurde der Decathlon-Onlineshop in Deutschland eingeführt. Im April 2021 gründeten acht europäische Decathlon-Länder im Verbund einen Online-Marktplatz, auf dem andere Marken und Händler ihre Ware anbieten können. Im März 2022 wurde Barbara Martin Coppola Geschäftsführerin. Ende 2023 übernahm Decathlon den Outdoor-Fachhändler Bergfreunde.
Im September 2019 erwarb Decathlon einen Teil des Kapitals des Unternehmens Alltricks, einem Spezialisten für Fahrrad-, Lauf- und Triathlonausrüstung im Internet.
Im März 2024 stellte Decathlon eine neue Strategie und ein neues Corporate Design vor. Es kündigte an, nur noch 13 Eigenmarken verwenden zu wollen und in den über 1700 Geschäften schrittweise ein neues Einrichtungskonzept umzusetzen.

## Unternehmensstruktur
2022 erzielte Decathlon einen Umsatz von 15,4 Mrd. Euro und beschäftigte 103.161 Mitarbeiter weltweit. Geschäftsführerin des Unternehmens ist seit März 2025 Javier Lopez. Die Familien Lerclercq und Mulliez besitzen jeweils Anteile von 40 Prozent an Decathlon. Mehrheitseigentümer ist die französische Warenhauskette Auchan, die wiederum der Familie Mulliez gehört. Hauptsitz des Unternehmens ist Villeneuve-d’Ascq (Frankreich). Weltweit vertreibt das Unternehmen mehr als 65 Eigenmarken in über 1.751 Filialen in 72 Ländern.

### Entwicklung und Produktion
Decathlon ist auf Sport- und Freizeitartikel spezialisiert und umfasst dabei den gesamten Produktlebenszyklus von der Forschung und Entwicklung bis zum Einzelhandelsverkauf, einschließlich Design, Produktion und Logistik. Seine Produkte entwickelt und designt Decathlon größtenteils in Frankreich. So werden z. B. die Produkte für den Bergsport und Skimarken im „Mountain Store“ nahe des Mont Blanc in Passy entwickelt, die Wassersportprodukte in Hendaye, Radsportartikel in der Region Lille und Segelprodukte im „Tribord Sailing Lab“ in La Rochelle.
Produziert werden die Decathlon-Produkte zu zwei Dritteln in Asien, insgesamt aber in 45 Produktionsländern, darunter auch in Europa. Für die Textilproduktion gibt es zwei eigene Produktionsstätten in China und Marokko.
Auf Decathlon gehen einige Erfindungen zurück, wie etwa das Wurfzelt.

## Deutschland, Österreich und Schweiz

### Deutschland
Decathlon ist seit 1986 in Deutschland aktiv und beschäftigt dort 5.500 Mitarbeiter. Decathlon wird in Deutschland u. a. durch die Decathlon Sportartikel GmbH & Co. KG in Plochingen vertreten, deren Geschäftsführer Arnaud Saurets und Geoffry Janssens sind. Von hier aus werden die Filialen, Logistikzentren und der Onlineshop geführt. Die Decathlon Deutschland SE & Co. KG ist sowohl für den Onlinehandel über den eigenen Onlineshop als auch den Offlinehandel in den Filialen verantwortlich. Bis zum 12. August 2019 fand der Online- und Offlineverkauf der Sportartikel bei Decathlon Deutschland getrennt unter den beiden Gesellschaften der Decathlon Sportartikel GmbH & Co. KG und Decathlon Sportspezialvertriebs GmbH statt. Die Decathlon Sportspezialvertriebsgesellschaft mbH diente dabei als Vertriebsgesellschaft für die Sportartikel GmbH & Co. KG, welche als Holding und Unternehmenszentrale fungierte. Beide Gesellschaften wurden 2019 zusammengelegt.

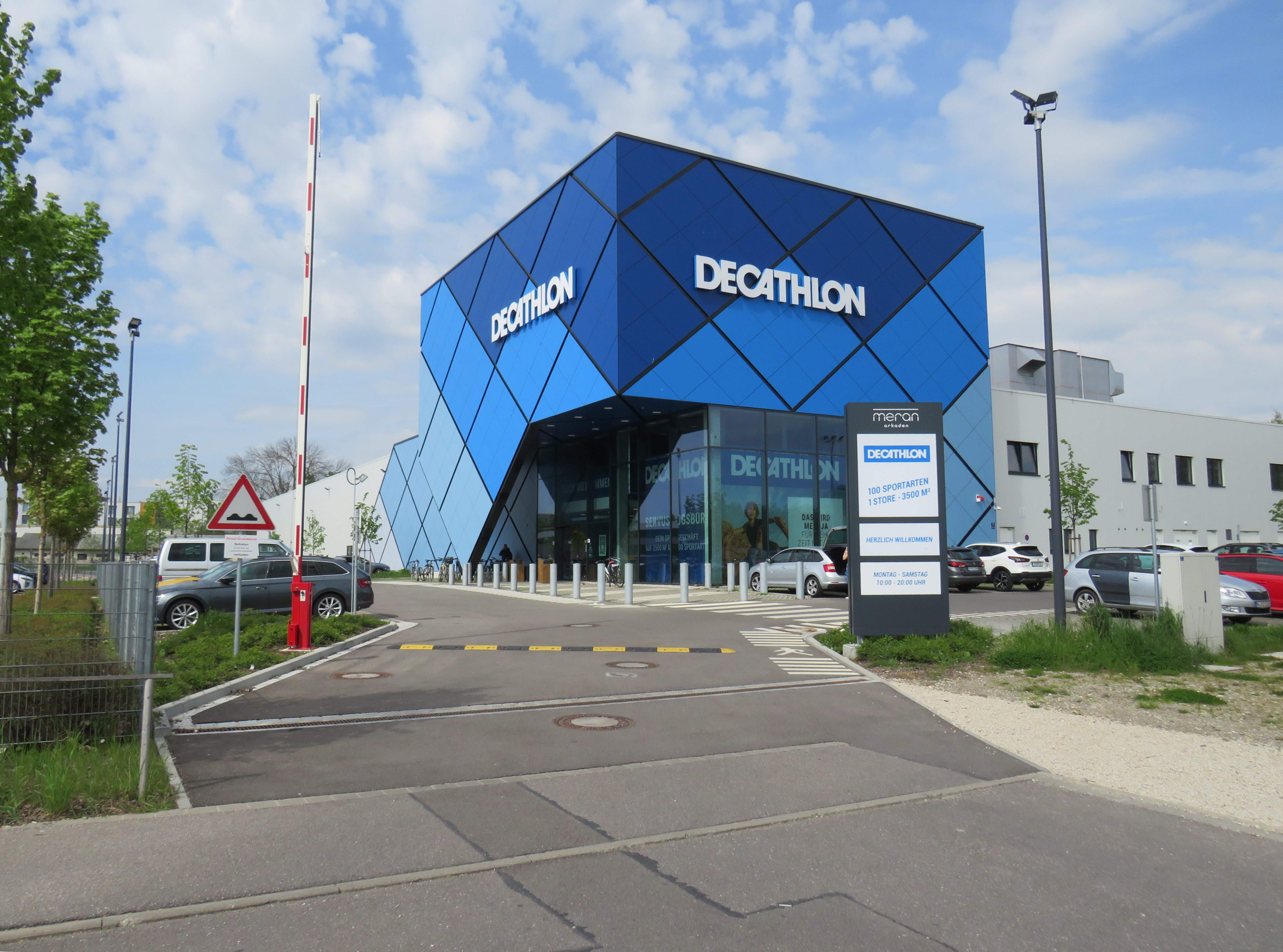
Decathlon-Filiale in Augsburg

In Deutschland wuchs die Anzahl der Filialen von 46 in 2018 auf 85 in 2022. Auf dem Gelände des ehemaligen Eisenbahnausbesserungswerkes Schwetzingen hat Decathlon seit 2013 ein Logistikzentrum, das zweite Logistikzentrum wurde 2017 am Standort Dortmund eröffnet. Des Weiteren unterhält Decathlon in Deutschland vier Campus-Standorte in Plochingen, Schwetzingen, Berlin und Dortmund für die zentralen Services und Geschäftsbereiche.

### Schweiz
In der Schweiz ist Decathlon in einem Joint Venture mit der Maus Frères Holding tätig. Dort existieren rund 48 Filialen.

### Österreich
In Österreich betreibt Decathlon vier Standorte in Vösendorf südlich von Wien, im Norden Wiens, in Klagenfurt am Wörthersee und in Graz-Seiersberg.

## Eigenmarken
Derzeit gibt es mehr als 65 Eigenmarken für 100 Sportarten. Zu den Bekanntesten gehören die Radsportmarke B’TWIN, die Fahrräder und Fahrradzubehör konzipiert, Artengo für Tennis, Badminton, Tischtennis, Squash, Padel und Beach-Tennis sowie die Bergsportmarken Quechua und Forclaz mit Produkten zum Wandern, Campen, Outdoor-Bekleidung und Schneeschuhwandern. Die Eigenmarken sind oft nach indigenen Völkern benannt, die mit dem jeweiligen Sport in Verbindung gebracht werden. Die Artikel der Eigenmarken werden über  zum Netzwerk gehörende Geschäfte von Decathlon oder Koodza vertrieben.

## Nachhaltigkeit
2019 führte Decathlon das Konzept Second Use ein. Dabei handelt es sich um retournierte Produkte mit leichten Gebrauchsspuren, die zu einem günstigeren Preis wieder angeboten werden. Das Unternehmen strebt dadurch die Reduktion von Produktabfällen und die Verlängerung des Lebenszyklus seiner Produkte an. Diese werden in regionalen Werkstätten von Mitarbeitern geprüft und ggf. repariert. Seit 2022 werden diese in Deutschland auch online wieder angeboten. 2022 wurden 20.000 gebrauchte Produkte über Second Use gekauft.
Ebenso wurde das Konzept Buy Back eingeführt, unter dem das Unternehmen gebrauchte Sportprodukte, wie z. B. Fahrräder, zurückkauft. In einigen Filialen werden bei Decathlon an sog. „Servicepoints“ ebenfalls Reparaturen an gebrauchten Produkten sowie Textilrecycling angeboten. 2022 wurden 15.000 Reparaturen in deutschen Filialen durchgeführt.
2018 führte Decathlon den Ecodesign-Ansatz ein. Bei diesen Produkten soll im ganzen Produktzyklus auf eine geringe Belastung der Umwelt geachtet werden. Neue Produkte werden nur noch als Ecodesign entworfen. Zur Herstellung verwendet das Unternehmen recyceltes Plastik aus PET-Flaschen und aus ausgedienten Textilien, aber auch Bio-Baumwolle oder recycelte Baumwolle. Ebenso werden auch Aspekte wie nachhaltige Färbeverfahren oder die Langlebigkeit und Reparierbarkeit der Produkte beachtet.

## Sponsoring

### Olympische Spiele 2024
Decathlon ist ein offizieller Sponsor der Olympischen und Paralympischen Spiele Paris 2024.
Seit 2024 ist Decathlon offizieller Titelsponsor des traditionsreichen Herbstlaufes mit Start am Völkerschlachtdenkmal Leipzig.

## Kritik
Decathlon wird für schlechte Arbeitsbedingungen in der Produktion kritisiert. Decathlon selbst gibt an, Zulieferer würden Sozialstandards einhalten. Tatsächlich aber gibt es Berichte, dass z. B. in der Produktion auf Sri Lanka Zwölf-Stunden-Schichten üblich sind und die Arbeiterinnen im Krankheitsfall keinerlei Lohnfortzahlung erhalten, obwohl in Sri Lanka gesetzlich vorgeschrieben. Zulieferer bezahlen dort Löhne von bestenfalls 150 Euro pro Monat. Mittlerweile gebe es allerdings ein internes Kontrollprogramm, um die Arbeitsbedingungen bei den Zulieferern zu überprüfen.
Nachdem zahlreiche Unternehmen den russischen Markt infolge des russischen Überfalls auf die Ukraine 2022 verlassen hatten, weigerte sich Decathlon zunächst, dem nachzukommen, und beschäftigte weiterhin 2500 Mitarbeiter in Russland. Der ukrainische Außenminister Dmytro Kuleba kritisierte die Unternehmen, die in Russland tätig sind, und nannte dabei namentlich Decathlon, Auchan und Leroy Merlin. Der französische Präsident Emmanuel Macron warnte heimische Unternehmen vor Reputationsschäden, wenn sie in Russland bleiben. Nach Aufrufen zum Boykott von Decathlon gab das Unternehmen am 29. März 2022 bekannt, dass es seine Aktivitäten in Russland eingestellt hat.
Die spanische Gewerkschaft Comisiones Obreras (CCOO) verklagte Decathlon wegen Lohndiskriminierung, weil Teilzeitbeschäftigte schlechter als solche in Vollzeit bezahlt wurden. 2023 passte Decathlon die Gehaltstabellen an. Der Nationale Gerichtshof von Spanien (Audiencia Nacional de España) verurteilte Decathlon im März 2024 nach einer weiteren Klage der Gewerkschaft, den Unterschied auch rückwirkend auszugleichen. CCOO klagte wenige Wochen später erneut, weil Decathlon Gewerkschaftsmitglieder schlechter behandle und in ihrer Arbeit behindere.